# Turritella fultoni
Turritella fultoni is een slakkensoort uit de familie van de Turritellidae. De wetenschappelijke naam van de soort is voor het eerst geldig gepubliceerd in 1901 door Melvill & Standen.